# 野崎正平
野崎 正平（のざき しょうへい、1931年4月26日 - 2020年11月22日）は、日本の実業家。一正蒲鉾株式会社の創業者。新潟県出身。
ちなみに「一正」の社名の由来は「一」が一番であること、「正」は会長の野崎正平の一文字からなっている。

## 略歴
- 1965年1月、新潟市山木戸821（現在の東区、1985年に津島屋7丁目77番地へ移転）にて創業開始する。
- 1996年、新潟県蒲鉾組合組合長に就任（2008年まで）。
- 1998年、全国水産煉製品協会理事に就任（2008年まで）。
- 1999年9月、代表取締役社長から代表取締役会長に就任。
- 2010年、新潟県知事表彰受賞。
- 2012年、旭日双光章受賞。
- 2012年、相談役を経て顧問に就任。
- 2020年11月22日、誤嚥性肺炎のため死去。90歳没[1]。

## 関連人物
- 野崎正博（現代表取締役社長）